# Xanthonia angulata
Xanthonia angulata är en skalbaggsart som beskrevs av Staines och Weisman 2001. Xanthonia angulata ingår i släktet Xanthonia och familjen bladbaggar. Inga underarter finns listade i Catalogue of Life.